# Jacqueline Harpman
Jacqueline Harpman (Etterbeek, 5 luglio 1929 – Bruxelles, 24 maggio 2012) è stata una scrittrice e psicoanalista belga.
Tutte le sue opere sono state pubblicate in francese. 

## Opere
- L'Amour et l'acacia - 1958
- Brève Arcadie - 1959 (Prix Rossel)
- L'Apparition des esprits - 1960
- Les Bons Sauvages - 1966
- La Mémoire trouble - 1987
- La Fille démantelée - 1990
- La Plage d'Ostende - 1991
- La Lucarne - 1992
- Le Bonheur dans le crime - 1994 (pubblicato in Italia da Giulio Perrone con il titolo Il piacere del crimine)
- Moi qui n'ai pas connu les hommes - 1995 (pubblicato in Italia da Blackie Edizioni con il titolo Io che non ho conosciuto gli uomini)
- Orlanda - 1996 (Prix Médicis) (pubblicato in Italia da Voland con il titolo Orlanda, traduzione di Chiara Manfrinato)
- L'Orage rompu - 1998
- Dieu et moi - 1999
- Récit de la dernière année - 2000
- Le véritable amour - 2000
- La vieille dame et moi - 2001
- En quarantaine - 2001
- La dormition des amants - 2002